# Río Cagayán de Oro
Río Cagayán de Oro (o simplemente Río Cagayán) es uno de los ríos que drenan la parte norte central de la isla de Mindanao en el sur del país asiático de las Filipinas. El río tiene su cabecera en la Cordillera Kalatungan que se encuentra en la parte central de la provincia de Bukidnon. Atraviesa los términos municipales de Talakag, Baungon y Libona, recogiendo afluentes a lo largo del camino. Finalmente desemboca en la Bahía Macajalar en la ciudad de Cagayán de Oro, en la provincia de Misamis Oriental.